# Billie Whitelaw
Billie Honor Whitelaw (Coventry, Warwickshire, Engeland, 6 juni 1932 – Londen, 21 december 2014) was een Brits actrice. Ze won in 1969 een BAFTA Award voor haar bijrollen in de films Charlie Bubbles en Twisted Nerve. Vier jaar later won ze er nog een voor haar hoofdrol in de televisieserie The Sextet.
Whitelaw studeerde af aan de RADA (Royal Academy of Dramatic Art). Ze was voor het eerst op de radio te horen toen ze 11 was. Ze maakte haar theaterdebuut in 1950 en haar speelfilmdebuut in 1953. Ze speelde veelal intense vrouwen met één doel in het leven. Op het toneelpodium verscheen ze met name in stukken van Samuel Beckett.
Whitelaw was van 1952 tot en met 1966 getrouwd met acteur Peter Vaughan. Ze hertrouwde in 1966 met scenarist Robert Muller, met wie ze samen bleef tot zijn dood in 1998. Ze kregen samen een zoon, Matthew. Toen Matthew vijf jaar oud was, kreeg hij meningitis. De dokters gaven hem drie dagen te leven, maar Matthew overleefde de aandoening. Het kostte hem twee jaar om volledig te herstellen.

## Filmografie
- The Secret Garden Televisieserie - Martha
- The Fake (1953) - Serveerster
- Companions in Crime (1954) - Rol onbekend
- The Sleeping Tiger (1954) - Receptioniste bij Pearce & Mann
- Room in the House (1955) - Rol onbekend
- Dixon of Dock Green Televisieserie - Mary Dixon (6 afl., 1955)
- Stryker of the Yard Televisieserie - Rol onbekend (Afl., The Case of Two Brothers, 1957)
- Miracle in Soho (1957) - Maggie
- Small Hotel (1957) - Caroline Mallet
- The Adventures of Robin Hood Televisieserie - Brenda (Afl., The Bride of Robin Hood, 1957)
- My Pal Bob Televisieserie - Jill (1957)
- Carve Her Name with Pride (1958) - Winnie Watson
- Gideon's Day (1958) - Christine (Niet op aftiteling)
- Time Out for Peggy Televisieserie - Peggy Spencer (1958)
- This Day in Fear (Televisiefilm, 1958) - Betty Coogan
- Breakout (1959) - Rose Munro
- Armchair Theatre Televisieserie - Rol onbekend (Afl., No Trams to Lime Street, 1959)
- Bobbikins (1959) - Lydia
- The Flesh and the Fiends (1960) - Mary Patterson
- Armchair Theatre Televisieserie - Lena (Afl., Lena oh My Lena, 1960)
- Hell Is a City (1960) - Chloe Hawkins
- Make Mine Mink (1960) - Lily
- Payroll (1961) - Jackie Parker
- Mr. Topaze (1961) - Ernestine
- No Love for Johnnie (1961) - Mary
- Kraft Mystery Theater Televisieserie - Rose Munro (Afl., Breakout, 1961)
- The Devil's Agent (1961) - Piroska
- Espionage Televisieserie - Doreen McBride (Afl., He Rises on Sunday and We on Monday, 1963)
- Festival: Lady of the Camellias (Televisiefilm, 1964) - Marguerite Gautier
- The Comedy Man (1964) - Judy
- Armchair Theatre Televisieserie - Nancy Harper (Afl., The Pity of It All, 1966)
- Thirty-Minute Theatre Televisieserie - Greta (Afl., 'Twas on a Sunday, 1966)
- Charlie Bubbles (1967) - Lottie Bubbles
- The Strange Case of Dr. Jekyll and Mr. Hyde (Televisiefilm, 1968) - Gwyn Thomas
- Twisted Nerve (1968) - Joan Harper
- Jackanory Televisieserie - Verteller (5 afl., 1969)
- The Adding Machine (1969) - Daisy Devore
- Start the Revolution Without Me (1970) - Queen Marie Antoinette
- Leo the Last (1970) - Margaret
- Gumshoe (1971) - Ellen
- The Sextet Televisieserie - Rol onbekend (1972)
- Eagle in a Cage (1972) - Madame Bertrand
- Napoleon and Love (Mini-serie, 1972) - Josephine
- Poet Game (Televisiefilm, 1972) - Jeanne Saunders
- Frenzy (1972) - Hetty Porter
- Follow the Yellow Brick Road (Televisiefilm, 1972) - Judy Black
- Not I (1973) - Auditor/Mouth
- Night Watch (1973) - Sarah Cooke
- The Whitered Arm (Televisiefilm, 1973) - Rhoda
- Wessex Tales Televisieserie - Rhoda (Afl., The Withered Arm, 1973)
- The Omen (1976) - Mrs. Baylock
- Space: 1999 Televisieserie - Zamara (Afl., One Moment of Humanity, 1976)
- Supernatural Televisieserie - Countess Ilona (Afl., The Werewolf Reunion, 1977|Countess Ilona, 1977)
- The Water Babies (1978) - Mrs. Doasyouwouldbedoneby/Old Crone/Mrs. Tripp/Woman in Black/Water Babies 'Gate Keeper'
- Leopard in the Snow (1978) - Isabel James
- Oresteia (Mini-serie, 1979) - Leader of the Women
- A Tale of Two Cities (Televisiefilm, 1980) - Madame Therese Defarge
- Private Schulz (Mini-serie, 1981) - Bertha Freyer
- BBC2 Playhouse Televisieserie - Rol onbekend (Afl., Last Summer's Child, 1981)
- Tangiers (1982) - Louise
- An Unsuitable Job for a Woman (1982) - Elizabeth Learning
- The Dark Crystal (1982) - Aughra (Stem)
- Slayground (1983) - Madge
- Camille (Televisiefilm, 1984) - Prudence Duvorney
- The Chain (1984) - Mrs. Andreos
- Shadey (1985) - Dokter Cloud
- Murder Elite (1985) - Margaret Baker
- Jamaica Inn (Televisiefilm, 1985) - Aunt Patience
- Imaginary Friends (Mini-serie, 1987) - Elsie Novar
- Maurice (1987) - Mrs. Hall
- The Secret Garden (Televisiefilm, 1987) - Mrs. Medlock
- The Dressmaker (1988) - Margo
- The Fifteen Streets (Televisiefilm, 1989) - Beatrice Llewellyn
- Joyriders (1989) - Tammy O'Moore
- Lorna Doone (Televisiefilm, 1990) - Sarah Ridd
- The Krays (1990) - Violet Kray
- A Murder of Quality (Televisiefilm, 1991) - Mad Janie
- Firm Friends (Mini-serie, 1992) - Rose Gutteridge
- The Cloning of Joanna May (Televisiefilm, 1992) - Mavis
- Duel of Hearts (Televisiefilm, 1992) - Dorcas
- Freddie as F.R.O.7 (1992) - Messina (Stem)
- Deadly Advice (1993) - Kate Webster
- Skallagrigg (1994) - Margaret
- Jane Eyre (1996) - Grace Poole
- Born to Run Televisieserie - Lili Flitch (1997)
- Merlin (Televisiefilm, 1998) - 'Auntie' Ambrosia
- Shooting the Past (Televisiefilm, 1999) - Veronica
- The Lost Son (1999) - Mrs. Spitz
- The Last of the Blonde Bombshells (Televisiefilm, 2000) - Evelyn
- Quills (2000) - Madame LeClerc
- The Canterbury Tales Televisieserie - The Wife of Bath (1998-2000, stem)
- A Dinner of Herbs (Mini-serie, 2000) - Kate Makepeace
- Judge John Deed Televisieserie - Dorothy Lomax (Afl., Nobody's Fool, 2002)
- Hot Fuzz (2007) - Joyce Cooper